# HMNB Clyde
Her Majesty's Naval Base Clyde (forkortet HMNB Clyde) er en af Royal Navys flådestationer i Storbritannien. Flådestationen er placeret ved Faslane i Firth of Clyde i Skotland.

## Flådestationen
Fire britiske atomdrevne missilubåde af Vanguard-klassen har basehavn i Clyde. Ubådenes Trident D5 atommissiler er opmagasineret i en tilstødende facilitet navngivet Coulport. Udover Vanguard-klassen skal også Astute-klassen, i modsætning til Trafalgar-klassen, stationeres her efterhånden som de indgår i aktiv tjeneste. Trafalgar-klassen anløber dog ofte flådestationen til vedligeholdelse og reparationsarbejde, dette gør sig også gældende for franske og amerikanske atomubåde. I 2003 tog man et nyt dokanlæg i brug, der vil forøge flådestationens kapacitet indenfor vedligeholdelse og reparationer betydeligt. I 2008 færdiggjorde man et nyt kajanlæg til de nye atomubåde af Astute-klassen og kan benyttes af seks ubåde på samme tid. I alt arbejder 3.000 militære og 4.000 civile medarbejdere på flådestationen.
Derudover er NATO Submarine Rescue Service (NSRS) placeret på flådestationen. Tjenesten er oprettet af de tre lande Storbritannien, Frankrig og Norge som et trilateralt samarbejde. Også Fleet Protection Group Royal Marines har hovedkvarter i Faslane og har ansvaret for sikkerheden for skibe langs kaj og Royal Navys landanlæg.

## Protester
Syd for flådestationen blev der den 12. juni 1982 oprettet en permanent fredslejr der er navngivet Faslane Peace Camp. Siden 1990'erne har også organisationen Trident Ploughshares demonstreret for atomar nedrustning i Storbritannien og har organiseret flere større blokader mod flådestationen. Den største blokade fandt sted den 4. juli 2005 forud for G8-topmødet i Gleneagles. Tidligere blokader blev alle opløst af politiet, men under G8-blokaden lykkedes det for første gang at blokere samtlige adgangsveje til flådestationen i en hel dag.

### Faslane 365
Fra den 1. oktober 2006 til den 1. oktober 2007 foretog aktivister en ét år lang protest kaldet Faslane 365. Som den første dag i protesten valgte man årsdagen for den første dom i Nürnbergprocessen. Faslane 365 støttede sig, som tidligere protester fra Trident Ploughshares, til en juridisk bindende udtalelse fra den internationale domstol fra 8. juli 1996, der fastslår at brugen af kernevåben strider mod folkeretten. 131 forskellige protestgrupper tog del i protesten og over 1.200 personer blev anholdt og et Greenpeace-skib blev beslaglagt da det forsøgte at trænge ind på militært område.

## Skibe (Clyde Flotilla)
- 4× Vanguard-klassen
- 1× Astute-klassen
- 8× Sandown-klassen
- 2× Archer-klassen